# Darius (mytologisk gestalt)
Darius, också kallad "den mediske Darius", omnämns i det Gamla testamentet, Daniels bok (5:30,31) som Belsazzars efterträdare på den persiska tronen.
Utom detta vet man ingenting bestämt om honom och han tycks inte vara någon historisk gestalt.